# Beasain
Beasain és un municipi de Guipúscoa (País Basc). Entre els seus fills més coneguts actualment destaca el cuiner Karlos Arguiñano. A Beasain va néixer Sant Martin de Loinaz, missioner i màrtir que va morir al Japó. És un poble de 12.586 habitants, eminentment industrial, essent la seva empresa referent CAF (Construccions i Auxiliar de Ferrocarrils).

## Economia
L'economia de Beasain gira entorn de l'empresa CAF. La seu d'aquest important fabricant de material mòbil ferroviari es troba en Beasain, on radica a més la seva principal planta de producció. En la CAF de Beasain treballen més de 2000 empleats, sent un referent econòmic no solament de la comarca sinó de tota la província de Guipúscoa. Altres empreses de grandària considerable radicades en Beasain són: 
- Fundidos del Estanda, S. A.: fosa.[1]
- Indar Máquines Eléctricas, S.L. (Ingeteam): alternadors i bombes submergibles.[2]
- Indústries Electromecàniques G.H., S. A.: maquinària d'elevació. %[3]

## Persones il·lustres
- Antonio Navarro de Larreátegui (1554-1624): historiador i secretari del rei Felip III d'Espanya.
- Sant Martín de Loinaz (1566-1597): màrtir i sant catòlic.
- Sotero Lizarazu Sarriegi (1919-2016): ciclista.
- Francisco Javier Elzo (1942): sociòleg i professor universitari.
- Karlos Arguiñano Urkiola (1948): cuiner, empresari i presentador de televisió.
- Salva Iriarte (1952): futbolista i entrenador.
- Paco Etxeberria (1957): metge, antropòleg i professor universitari.
- Pako Ayestarán (1963): entrenador de futbol.
- Joxe Felipe Auzmendi (1965): presentador de televisió.
- Jon Jauregi (1968): polític del PNB, exalcalde de Beasain (1995-2003) i exdiputat del Congrés.
- Maite Ruiz de Larramendi (1973): pilotari
- Nerea Garmendia Martínez (1979): actriu.
- Gorka Elustondo Urkola (1987): futbolista.